# Château de Nisida
Le château de Nisida est un bâtiment de défense construit au XVIe siècle sur l'île de Nisida (îlot des îles Phlégréennes), devant Naples, ville métropolitaine de Naples en Campanie,.

## Historique
Le bâtiment, peut-être de la fin de la période angevine, a été réadapté à l'époque moderne, à partir du XVIe siècle, comme pierre angulaire du système de défense de la ville projeté par le vice-roi Pierre Alvarez de Tolède et qui s'étendait du château aragonais de Baïes jusqu'au château du Carmine. Sa transformation fut rendue nécessaire à la suite des raids répétés du célèbre pirate Khayr ad-Din Barberousse sur les côtes de Calabre, Ischia et Procida. La propriété du château, ainsi que celle de tout l'îlot, appartenait à la famille napolitaine Macedonio, ducs de Grottolella. En 1656, année de la terrible épidémie de peste, le vice-roi souhaita que le château soit utilisé comme hôpital pour recueillir les victimes de la peste.

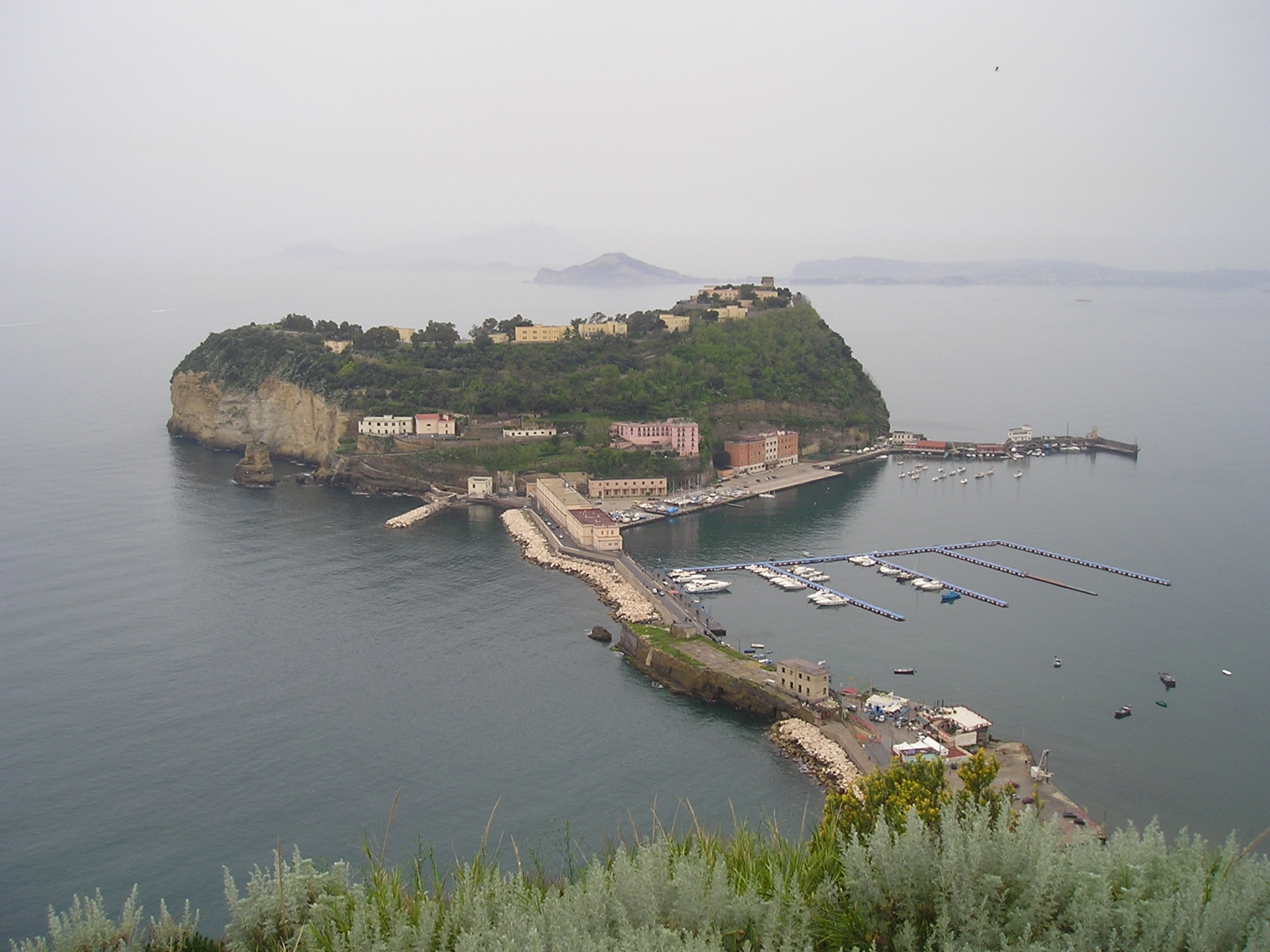
L'îlot de Nisida.

À l'époque des Bourbons, à la suite du renforcement de la flotte militaire et au changement des conditions stratégiques, le bâtiment fut utilisé pour l'internement des prisonniers politiques. Les événements troubles qui caractérisent ces changements furent enrichis d'épisodes plus ou moins sensationnels comme en 1851 où le comte de Gladstone dénonça les conditions inhumaines dans lesquelles se trouvaient les prisonniers. Ironiquement, dans la période post-unification italienne, le château est devenu un lieu de détention pour d'anciens fonctionnaires bourboniens à la suite de l'épuration initiée par les Savoie dans l'administration publique. Aujourd'hui, il abrite l'Institut pénitentiaire pour mineurs de Naples.